# Кузьмино (Марий Эл, посёлок)
Кузьмино (мар. Кузьмансола) — посёлок в Юринском районе Республики Марий Эл. Входит в состав Козиковского сельского поселения.

## География
Находится в юго-западной части республики Марий Эл на левобережье Ветлуги на расстоянии приблизительно 58 км на север-северо-запад от районного центра посёлка Юрино.

## История
Посёлок был основан в 1939 году на левом берегу реки Кума. Здесь была основана колония ИТК № 1, занимавшаяся заготовкой леса и, позже, производством тарной продукции из древесины. В 1981 году учреждение ОШ 25/1 было ликвидировано и переведено в посёлок Солнечный. Осталось только местное лесничество.

## Население
Население составляло 28 человек (русские 75 %) в 2002 году, 18 в 2010.